# Python (programski jezik)
Python je interpretni visokoravni večnamenski programski jezik, ki ga je ustvaril Guido van Rossum leta 1990. Jezik je dobil ime po priljubljeni angleški televizijski nanizanki Leteči cirkus Montyja Pythona (Monthy Python's Flying Circus). Python podpira dinamične podatkovne tipe, kar ga naredi drugačnega od npr. Jave ali družine C. Zaradi dinamičnih podatkovnih tipov je podoben jezikom Perl, Ruby, Scheme, Smalltalk in Tcl. Upravlja s pomnilnikom in podpira funkcionalen, imperativen oziroma proceduralen, strukturiran in objektno orientiran programski stil. Razvili so ga kot odprtokodni projekt, ki ga upravlja neprofitna organizacija Python Software Foundation.

## Pogosto uporabljene knjižnice
Python ima že ob namestitvi nekaj knjižnic oz. modulov. To so skupki programske kode, najpogosteje funkcij, ki jih nato pisci kode uporabijo v svojih programih. Nekaj izmed teh je napisanih v jeziku C za doseganje optimalnih časov pri klicanju in izvedbi funkcij. Navkljub dejstvu, da je Python večplatformski, standardni nabor knjižnic ni enak na Linuxu ali Windowsu. Primarne knjinžnice standardnega nabora so math – podpora matematičnih funkcij, sys – za uporabo sistemskih funkcij in os – za nadziranje funkcij operacijskega sistema.
| Ime knjižnice | Namembnost                                                                              | Funkcije                                          |
| ------------- | --------------------------------------------------------------------------------------- | ------------------------------------------------- |
| math          | Podpora matematičnih funkcij v Pythonu                                                  | pi, e, ceil, cos, sin, tan, log, degrees, radians |
| random        | Generacija naključnih števil in znakov                                                  | random, randint, randrange, choice                |
| datetime      | Implementacija časovnih pasov                                                           | datetime, date, timeifo                           |
| tkinter       | Dodana funkcionalnost grafičnih vmesnikov                                               | Tk, Label, Frame, Button, Entry                   |
| sys           | Vsebuje interpretno odvisne funkcije                                                    | version, platform, path, argv                     |
| os            | Služi kot vezni člen med Pythonovim večplatformskim delovanjem in operacijskim sistemom | getcwd, popen, close, rename,                     |
| json          | Delo z JSON podatki                                                                     | load, loads, dump, dumps                          |

Python je zaradi svoje preproste sintakse izredno preprost za uporabo. To omogoča programiranje tudi začetnikom. Je tudi odlika, ki veliko doprinese pri oblikovanju lastnih knjižnic. Knjižnice, ki niso v standardnemu naboru, so knjižnice t.i. 3. nabora. Naložene so na portalu PyPi in jih uporabnik sam namesti. Med njimi najdemo veliko knjižnic za velik asortiment področij. Trenutno je na portalu več kot 570.000 projektov z več kot 6.000.000 verzijami. 
| Ime knjižnice | Namembnost                                                           |
| ------------- | -------------------------------------------------------------------- |
| pygame        | Temelji na SDL-ju in služi kot funkcionalni nabor za razvijanje iger |
| pandas        | Močno optimizirana knjižnica za ekstrahacijo in obdelavo podatkov    |
| matplotlib    | Knjižnica, namenjena prikazovanju grafov v obeh dimenzijah           |
| numpy         | Knjižnica je namenjena numeričnim komputacijam in obdelavi tenzorjev |
| scipy         | Efektivna zbirka funkcij za komputacije v statistiki in algebri      |
| requests      | Omogoča enostavno pošiljanje HTTP zahtevkov                          |

## Uporaba in namembnost Pythona v aplikacijah
Python uporablja različna orodja za različne tipe aplikacij, saj vsebuje tako orodja za pripravo grafike kot matematični modul za izračunavanje... Med grafično orientiranimi moduli so najbolj pogosti tkinter, ki je tudi del standardnega nabora. Poznamo tudi PyQt5 za naravni izgled oken na Windowsih ter Kivy, posebej prilagojen za grafiko na telefonih sistema IOs in Android.
Ima tudi orodja za razvijanje internetnih aplikacij, med najbolj pogosto uporabljena spadajo Django, ki ima svojo posebno knjižnico in deluje večinoma v relaciji s podatkovno bazo, Bottle, Flask, Tornado (orodje), web2py in Jade. Večina teh orodij mora uporabnik naložiti s spleta v intergrirano razvijalno okolje (Intergrated development enviroment, IDE). Zaradi preprostosti Pythona ga včasih uporabljajo za statistično-napovedovalne modele in programe, kot alternativo jeziku R. Med najpogosteje uporabljena analitična orodja spadajo SciPy, Pandas in Numpy. Večina analitičnih orodji je programiranih v jeziku C za optimalno delovanje in večplatformnega delovanja. Za razvijanje programske opreme pa se uporabljajo predvsem naslednja orodja: Buildbot, Trac in Roundup. Uporabljajo se tudi orodja za administracijo sistema, kot na primer: Ansible, Salt in OpenStack. Le-ti sistemi pa uporabljajo način MLA (multi language architecture, večjezična programska arhitektura), najdemo ga tudi v spletnih straneh. Na področju umetne inteligence se Python uporablja zaradi preprostosti in velikega števila uporabnikov navkljub manjši hitrosti izvajanja. Uporabljajo ga NASA, Pixar, Google, Facebook, YouTube in mnoge druge organizacije.

## Zmogljivost in težave
Python je bil prvotno napisan za računalnike v 80. letih 20. stoletja, kjer so imeli večinsko samo enojedrne sisteme. Vse niti so tako delovale na enem jedru, ker računalnikov z več jedri preprosto ni bilo veliko. S časom pa so se pojavili računalniki z več jedri v CPE, katere še danes Python ne koristi zaradi ti. GIL (Global Interpreter Lock). V naslednjih letih je pričakovano, da se bo GIL verjetno odstranil s pomočjo ti. podtolmačev ki bi tolmačili vsak na svojem jedru ter komunicirali med seboj. Sicer pa se poraja vprašanje kakšen zmogljvostni vtis bo imela taka implementacija brez GIL na do sedaj napisane enojedrne Pythonove programe.
Ker je Python sam po sebi relativno počasen bodisi zaradi GIL (Global Interpreter Lock), ki dovoli uporabo samo enega jedra na enkrat, bodisi zaradi dinamičnih tipov ali overheada, ki ga povzročijo pri tekoči izvršitvi, se Python pogosto uporablja na visokonivojski plasti, ki kliče nižjenivojske funkcije, napisane v prevedenem jeziku kot npr. C. Tako povezavo med plastmi je možno doseči s standardno knjižnico ctypes in dinamično povezanimi knjižnicami, ki so zgrajene v C ali drugih prevedenih jeziki. Nestandardni način, ki je sicer industrijsko bolj uveljavljen (še posebej na embedded/AI čip področju) je uporaba nestandardne knjižnice Cython, ki umetno generira kompatibilnost med nizkonivojskimi hitrimi plastmi in visokonivojsko Pythonsko plastjo. To stori z tako imenovanimi .pyx (abstrakcije deklariranih konstruktov) in .pxd (deklaracije eksternih C simbolov) datotekami. V projektu se Cython se konfigurira na nivoju setup.py datoteke.
Poleg glavne implementacije pythonovega tolmača ti. CPython, imamo mnoge druge implementacije, kot npr. PyPy, ki doda JIT (Just-in-time compiler), kar lahko za določen tip aplikacij močno pospeši hitrost programa za nekatere pa močno upočasni hitrost programa.

## Struktura python projekta
V splošnem se Python programi pišejo v .py datoteke čeprav so končnice neobvezne. Na prvi vrstici se lahko nahaja ti. shebang line npr. #!/usr/bin/env python3, tj. pot do tolmača (oz. ukaz, ki vrne pot do dolmača), ki bo izvajal sledečo kodo. Podoben princip obstaja v shell/bash skriptah. Shebang vrstica ponavadi ne deluje na Windows OS.
Poleg shebang vrstice imamo tudi coding vrstico, ki določa/namigne tolmaču kateri nabor znakov uporablja ta datoteka, npr: # -*- coding: utf-8 -*-.
Če za modul/datoteko vemo, da se lahko uporablja kot vhodna točka programa, potem po konvenciji vanjo zapišemo sledečo kodo:
```
# Deklaracije/definicije, tisto kar se lahko vnese v druge module

if
 
__name__
 
==
 
"__main__"
:

    
# Koda ki se izvršuje

    
pass

```

Tako ima lahko Python program več vstopnih točk, zaganjamo pa lahko samo eno na enkrat.
Ponavadi se Python moduli nahajajo znotraj paketov ti pa znotraj ti. virtualnih okolji. Virtualno okolje je kot svoj lasten python za specifičen projekt katerega drugi projekti v splošnem ne vidijo (čeprav ga je možno deliti).
Najbolj primitivno virtualno okolje (tj. samo tolmač s pip upravljalcem paketov) je inicializirano s venv. Poleg tega se v projektu nahaja še requirements.txt v katerem so zapisana v obliki semantičnega versioninga imena in verzije odvisnosti (eksternih knjižnic), ki jih pip namesti v virtualno okolje.
Za večji nadzor in ker ni praktično imeti celotnega pythona v istem direktoriju kot dejanski projekt so na voljo ti. angl. package managerji drugega nivoja npr. pipenv in poetry. Pri obeh se ob inicializaciji v projektu zgenerirata dve datoteki oblike *[.toml] in *.lock v TOML datoteki so zapisane odvisnosti (eksterne knjižnice), v autogenerirani (glede na TOML) LOCK datoteki pa SHA128/SHA256 razpršilniki, semantične verzije trenutno nameščenih eksternih knjižnice, indeksi (registri) od kod se te knjižnice nameščajo, ter pogoji namestitve (tj. nekatere knjižnice se ne nemeščajo na npr. Windows OS, itn.). Dejanski tolmač okolja in namesčene knjižnice v tem primeru ponavadi sedijo v enem izmed poddirektorijev $HOME/.virtualenvs.
Poleg package managerjev drugega in prvega nivoja, virtualnih okolji in zgeneriranih datotek, se uporabljata še dve orodji: linter in formater.
Linter je program, ki prebere kodo in strukturo projekta ter programerju vrne morebitne težave oz. nesledenje določenim konvencijam, ki so se izkazale za dobre. Linte (težave) je možno supresirati za določen segment kode z raznimi lint direktivi. Najbolj popularen python linter je pylint.
Formater je program, ki preoblikuje kodo da sledi raznim konvencijam. Npr. autopep8 formater preoblikuje kode tako da sledi PEP8 konvenciji ali pa black, ki sledi bolj svoji konvenciji in je pri tem neizprosen (se ga ne da konfigurirati). Tako kot linterje se pravila formatiranja da supresirati za določen segment kode z raznimi format direktivi.

## Program 'Pozdravljen svet'
Python je znan po preprostosti kode, zato je eden izmed najbolj priljubljenih jezikov v zadnjem času ter pri otrocih. Program je skoraj enak svoji psevdokodi, tj. besedilu, ki ga programerji pogosto naredijo med razmišljanjem o problemu. V Pythonu se tip niz (string) označuje z " " ali ' ', ki je v spodaj podanem primeru prvi parameter funkcije print, ki se uporablja za izpis podatkov. V Pythonu obstajata dva tipa komentarjev: #, ki se uporablja za enovrstične komentarje. Docstring """ """ se uporablja za dokumentiranje programa vendar to *ni* komentar pač pa samo string, ki sam po sebi nič ne naredi.
```
# To bo izpisalo 'Pozdravljen svet', ta vrstica pa bo prezrta

print
(
'Pozdravljen svet'
)

```

## Spremenljivke
V svetu informatike spremenljivka predstavlja prostor, kamor se shrani neka vrednost. Spremeljivke lahko poimenujemo s poljubnim nizom alfanumeričnih znakov in podčrtajev, a ime se ne sme začeti s številko ali biti ena izmed rezerviranih besed.
Definirajo se tako, da jih poimenujemo in jim dodelimo vrednost. V nasprotju z drugimi programskimi jeziki se spremenljivke same prilagodijo pravemu podatkovnemu tipu. Prevladujejo numerične, nizne in logične spremenljivke. Za preverbo podatkovnega tipa uporabimo funkcijotype(), ki nam vrne tip podanega parametra.
```
pozdrav
 
=
 
"Živjo"
   
# niz (string)

denar
 
=
 
100
         
# celo število (integer)

povprečje
 
=
 
12.699
  
# decimalno število (float)

jeVesel
 
=
 
True
      
# boolean (True ali False), lahko ju tudi izrazimo z 1(True) ali 0(False)

kompleksno_število
 
=
 
2
+
5
j
 
# kompleksno število (complex)

nič
 
=
 
None
 
# ničelni podatkovni tip (NoneType) ta tip je poseben, saj nima dejanske vrednosti.

seznam
 
=
 
[
1
,
 
2
,
 
3
]
 
# seznam (list)

slovar
 
=
 
{
"Ana"
:
 
"041 310239"
,
 
"Berta"
:
 
"040 318319"
}
 
# slovar (dict)

terka
 
=
 
(
1
,
 
2
,
 
3
)
 
# terka (tuple)

print
(
type
(
pozdrav
))
 
# ali katerokoli drugo že definirano spremenljivko

```

Tudi objekti, definirani s strani uporabnika, se štejejo kot tip spremenljivke, npr. Uporabnik. Vsaka spremenljivka ima svoje posebnosti zaradi različnih posebnosti v naravi Pythona samega. Tako lahko uporabimo dejstvo, da je vsak podatkovni tip lasten objekt. Tako lahko s spremenljivkami upravljamo tipe po atributih. Nizne spremenljivke lahko režemo zaradi skupnih lastnosti z kolektivnimi tipi spremenljivk (niz postane list spremenljivka). 
```
x
 
=
 
"Danes je oblačno"

print
(
x
[
3
])
 
# izpiše črko "e", saj Python začne vedno šteti z 0.

print
(
x
[
5
:])
 
# izpiše " je oblačno", saj izreže vse pred 5 (šteje se tudi presledek)

print
(
x
[:
4
])
 
# izpiše "oblačno", saj izreže vse po 4.

print
(
len
(
x
))
 
# izpiše dolžino besede shranjene v spremenljivki x. Izpiše '16'.

print
(
x
[:
-
3
])
 
# izpiše "a", saj kadar uporabimo znak minus (-), začne šteti od desne proti levi.

```

### Dostopnost spremenljivke[23]
Poznamo 3 stopnje dostopnosti spremenljivke. To so global, nonlocal in local. Prvostopenjske oz. globalne spremenljivke so definirane izven vseh funkcij, ponavadi na vrhu strani. Dostopne so celotnemu programu, ki pa jih lahko spreminja, a se ji stopnja med spreminjanjem vrednosti ne spremeni. Drugostopenjske spremenljivke, tako local kot nonlocal, so pa definirane znotraj posameznih enot programa (funkcij, objektov, ...) in niso dostopne programu na globalni ravni. local se uporablja znotraj ne-gnezdenih funkcij, nonlocal pa uporabljamo v več-ravenskih funkcijah.
```
ime
 
=
 
'Janez'

# Spremenljivka ime je globalna

def
 
pozdravi
():

    
pozdrav
 
=
 
'Dober dan'
 
# Spremenljivka je lokalna

    
print
(
pozdrav
)

print
(
pozdrav
)
 
# Vrne napako

# Primer upoerabe spremenljivke z statusom nonlocal

def
 
pozdravi_z_imenom
():

    
pozdrav
 
=
 
'Dober dan'

    
def
 
ime
():

        
nonlocal
 
ime
 
        
ime
 
=
 
'Marija'

        
print
(
ime
)

    
print
(
'
{}
, 
{}
'
.
format
(
pozdrav
,
 
ime
))

```

Funkcije locals() in globals() vrnejo dict kjer so ključi imena lokalnih in globalnih spremenljivk v trenutnem dosegu.

## Niz ali string
V računalniškem svetu je string ali niz zaporedje črk ali znakov v obliki spremenljivke ali izhodne sekvence. V Pythonu je niz spremenljiv bodisi v velikosti ali v vsebini. Definiran je kot matrica bytov, ki shranijo posamezen sekvenčni del oziroma črko glede na črkovno notacijo. V sebi lahko v obliki niza nosi tudi druge podatkovne tipe, npr. cela števila ali nize podatkov.

### Konkatinacija niza[24]
Konkatinacija niza se uporablja, kadar moramo združiti več manjših nizov (string) objektov v končni izpis. Pri tem se uporablja operator +. Če hočemo konkatinirati druge podatkovne tipe jih moramo najprej prevesti v niz (string). V Pythonu je konkatinacija niza izvedena ob času izvedbe programa in njeni rezultati niso znani vnaprej. V primeru absolutnega niza z izhodnimi sekvencami pa je rezultat konkatinacije niza znan že ob izgradnji programa v Pythonovem predpomnilniku. Velja tudi izjema pri več-vrstičnih nizih. Ti so označeni z """ """ ali z ''' '''. Pri tem je upoštevana struktura niza z vsemi prelomi vrstic. Ta odlika je velikokrat uporabljena pri večvrstičnih komentarjih in dokumentaciji funkcij.
```
x
 
=
 
"Pozdravljen"

y
 
=
 
"svet"

print
(
x
 
+
 
" "
 
+
 
y
)

# izpis konzole:   

#   Pozdravljen svet

# primer prevoda podatkovnega tipa

jeŽalosten
 
=
 
False

kolikoLet
 
=
 
100000

jeŽalosten
 
=
 
str
(
jeŽalosten
)

kolikoLet
 
=
 
str
(
kolikoLet
)

print
(
"Ali si žalosten: "
 
+
 
jeŽalosten
)

print
(
"Koliko let imaš: "
 
+
 
kolikoLet
)

# izpis konzole:

#   Ali si žalosten: False

#   Koliko let imaš: 100000

#Primer večvrstičnega niza

print
(
"""Rad imam

Python 3.8."""
)

#izpis konzole:

#   Rad imam

#   Python3.8

```

Za dva niza S1 in S2 je konkatinacija niza S1S2 sestavljena iz nizov v obliki ab, kjer je a del niza S1, w pa je del niza S2. To lahko izrazimo z {\displaystyle S_{1}S_{2}=\{vw:v\in S_{1},w\in S_{2}\}}. Velikokrat pa se znajdemo v primeru konkatinacije niza in samostojnega znaka. To pa lahko izrazimo z {\displaystyle S_{1}w=\{vw:v\in S_{1}\}} in {\displaystyle vS_{2}=\{vw:w\in S_{2}\}}.

### Osnovno formatiranje niza[25]
Preprosto formatiranje niza je verjetno največkrat uporabljena oblika formatiranja in/ali konkatinacije niza. Uporabljamo ga v primeru enakega vrstnega reda parametrov v relativno majhnem obsegu združenih elementov. Zaradi dveh generacij Pythona (2 in 3), se je tudi način formatiranja spremenil. Tako poznamo stari in novi slog. Stari deluje tudi v 3. generaciji Pythona, novi pa ne deluje obratno. V novem slogu formatiranja Python kliče __format__() metodo, ki je implementacija že vgrajene funkcije format() v razredu object. 
Formatiranje pa ne omogoča samo konkatinacije, ampak tudi poravnavo 2 nizov. Po privzetih parametrih formatiranje 2 nizov zavzame samo toliko prostora, kot ga potrebuje. V starem načinu je zamik desnosučni, v novem pa levosučni. Mogoča je uporaba vseh primitivnih podatkovnih tipov, pri številih z decimalno vejico pa jim moramo podati tudi število mest za vejico.
```
x
 
=
 
5

y
 
=
 
"Jure"

k
 
=
 
"Nina"

e
 
=
 
2
+
3
j

# prvi primer (novejši način)

print
(
y
 
+
 
" je vesel, saj je dobil oceno 
{}
"
.
format
(
x
))

# ali pa uporabimo znak % (starejši način)

print
(
y
 
+
 
" je vesel, saj je dobil oceno 
%d
"
%
x
)

# V tem primeru funkcija 'format' spremeni vrednost vseh y, k, e vrednosti v niz. Vpiše jih v glavni niz objekt po vrsti z začetkom od 0 do 2

print
(
"
{0}
 in 
{1}
 sta skupaj rešila enačbo 
{2}
"
.
format
(
y
,
 
k
,
 
e
))

# Tukaj je posebna vrsta niza, ki omogoča formatiranje niza med dejanskim nizom. Gre za novejši način.

print
(
f
"
{
y
}
 + 
{
k
}
 = 
{
x
}
 + 
{
e
}
"
)

#Zamikanje besede z uporabo format funkcije, novejši način.

print
(
'
{:>10}
'
.
format
(
'test'
))

```

## Matematični operatorji
Matematični operatorji v Pythonu so posebni rezervirani simboli, ki izvedejo aritmetične ali logične operacije. Operatorji delujejo na operande. Operatorji se v Pythonu delijo na unarne in binarne. Poznamo aritmetične, logične, bitne in primerjalne operatorje. Python v izrazih sledi uporabi oklepajev in precedenci vseh operatorjev. 
Izračun se izvaja v času izvajanja programa (čeprav to ni nujno, določene stvari se lahko izračunajo pred izvajanjem zaradi konstantne narave), medtem ko se spremenljivke zapišejo že med izgradnjo programa. Med tekom kode procesor najprej izvede (), nato sledijo klici funkcij (f(args)), sledi procesiranje kolektivnih spremenljivk (x[indeks:indeks] in x[index]). Program nato omogoči dostop atributom spremenljivke (x.attribute). Izvede se potenciranje, sledijo aritmetični operatorji z negacijo na čelu. Kot zadnji pridejo na vrstno bitni operatorji z primerjalnimi op. ter logični op. na koncu.
```
# Osnovne operacije

x
 
+
 
y
  
# seštevanje

x
 
-
 
y
  
# odštevanje 

x
 
*
 
y
  
# množenje

x
 
/
 
y
  
# deljenje (zaokroženo na decimalno vrednost)

x
 
//
 
y
 
# deljenje

x
 
**
 
y
 
# potenciranje (produkt x-ov y-krat)

x
 
%
 
y
  
# modulo (ostanek pri deljenju)

# Primerjalni operatorji

x
 
==
 
y
 
# primerjava

x
 
>
 
y
 
# je večje 

x
 
<
 
y
 
# je manjše

x
 
>=
 
y
 
# je večje ali je enako

x
 
<=
 
y
 
# je manjše ali je enako

x
 
!=
 
y
 
# ni enako

# Logični operatorji

x
 
=
 
True

y
 
=
 
False

x
 
and
 
y
 
# konjunkcija

x
 
or
 
y
 
# disjunkcija

not
 
y
 
# negacija

# Bitni operatorji

x
 
&
 
y
 
# bitni AND

x
 
|
 
y
 
# bitni OR 

~
 
x
 
# bitna negacija

x
 
^
 
y
 
# bitni XOR

x
 
>>
 
2
 
# bitni desni premik

x
 
<<
 
2
 
# bitni levi premik

# Vse račune lahko shranjujemo v spremenljivke

a
 
=
 
2
 
+
 
5
 
# shrani rezultat računa v spremenljivko a

print
(
x
)
 
# izpiše vrednost a

print
(
3
 
+
 
7
 
*
 
2
)
 
# Izpiše 17, ker ima množenje prednost

print
((
5
 
-
 
7
)
 
*
 
4
)
 
# Izpiše -8, ker ima operacija v oklepaju prednost

```

.

### Razlika med standardnimi in hitrimi operatorji[26]
Metoda __add__ (funkcija baznega razreda object) je zadolžena za izvedbo navadnega seštevanja. To pomeni da se a + b zapiše v spremenljivko c brez spremembe argumentov seštevancev. Hitra metoda __iadd__ je ravno tako zadolžena za izvedbo seštevanja, a se rezultat namesto v drugo spremenljivko zapiše v spremenljivko a (a = a + b). Hitri operatorji so naslednji:
```
#Hitre operacije namenjene dodelitvi vrednosti izraza v konjunkciji z drugo spremenljivko

x
 
+=
 
y
 
# dodelitev seštevka (ekvivalent x = x + y)

x
 
-=
 
y
 
# dodelitev odštevka (ekvivalent x = x - y)

x
 
*=
 
y
 
# dodelitev zmnožka (ekvivalent x = x * y)

x
 
/=
 
y
 
# dodelitev količnika zaokroženega na najbližjo celoštevilsko vrednost (ekvivalent x = x / y)

x
 
//=
 
y
 
# dodelitev količnika (ekvivalent x = x // y)

x
 
**=
 
y
 
# dodelitev produkta x-ov y-krat (ekvivalent x = x ** y)

x
 
%=
 
y
 
# dodelitev ostanka pri deljenju (ekvivalent x = x % y)

x
 
<<=
 
y
 
# ekvivalent x = x << y

x
 
>>=
 
y
 
# ekvivalent x = x >> y

x
 
&=
 
y
 
# ekvivalent x = x & y

x
 
|=
 
y
 
# ekvivalent x = x | y

x
 
^=
 
y
 
# ekvivalent x = x ^ y

```

### Definiranje operatorjev znotraj objektov[27]
Definiranje operatorjev znotraj objektov pomeni dodajanje nove funkcionalnosti operatorju. Operator + lahko sešteje oz. konkatinira spremenljivke tipa string in int ali int in float itd. To je definirano v tako baznem razredu string kot v baznem razredu string . V Pythonu lahko znova definiramo vse operatorje, ne moremo pa ustvariti novih. Operatorji so definirani kot posebne funkcije baznega razreda Builtin, najdemo jih pod imenom __<ime operatorja>__.
```
class
 
A
:

    
def
 
__init__
(
self
,
 
parameter
):

        
self
.
parameter
 
=
 
parameter

    
    
#Definiramo "drugačno" ozadje funkcije __add__

    
def
 
__add__
(
self
,
 
other
):

        
return
 
self
.
parameter
 
+
 
other
.
parameter

obj1
 
=
 
A
(
'Janezek'
)

obj2
 
=
 
A
(
'Micka'
)

print
(
obj1
 
+
 
obj2
)

#Konzola izpiše JanezekMicka

```

## Kolektivni podatkovni tipi
Python pozna kar nekaj tipov spremenljivke, s katerimi lahko interpretiramo oz. integriramo množice. To so list, tuple, set in frozenset. Vsaka je malo drugačna, toda vse 4 lahko razdelimo v 2 skupini. Razdelimo jih glede na status uredbe spremenljivke. Spremenljivka je lahko spremenljiva, to sta list in set. Nasprotno je lahko kolektivni tip nespremenljiv, to sta tuple in frozenset. Nespremenljiv pomeni, da množici vrednosti programsko ne moremo dodati ene ali več vrednosti. Vrednosti znotraj množice ponavadi vsebujejo več tipov spremenljivk, z dodajanjem metaclass pa jih lahko naredimo homogene. 
Vsi kolektivni tipi, razen dict, vsebujejo samo enojne vrednosti, medtem ko dict vsebuje pare ključ: vrednost kot urejeni par. Pri teh parih so lahko spremenljivke različnih tipov, ni pa nujno. Če je prva komponenta dict ključa a, druga pa b, lahko to izrazimo z {\displaystyle (a,b):=\{\{\{a\},\{a,b\}\}}. Število elementov v vseh kolektivnih tipih je omejeno in temelji na operacijskem sistemu. Če je sistem 32-bitni, je maksimum {\displaystyle 2\times 31^{2}-1}, v 64-bitnem pa {\displaystyle 2\times 63^{2}-1}.
Spremenljivke v kolektivnih tipih niso prave instance njihovih baznih objektov, ampak so to referenčne točke, ki vodijo do njihovega izvora. Zato je velikost množice odvisna od števila elementov in ne od velikosti objektov. Čas iteracije skozi celoten seznam je ne glede na dolžino enak {\displaystyle O(1)}, čas dodajanja pa je konstanta.
```
znamke
 
=
 
[
"Ferrari"
,
 
"BMW"
,
 
"Honda"
,
 
"Alfa"
]
 
# to je list z 4 vrednostmi enakega tipa podatkov

vse
 
=
 
(
0
,
 
"Vito"
,
 
44
,
 
True
,
 
None
,
 
"Živjo"
,
 
2.44
)
 
# to je tuple, ki lahko vsebuje katerikoli tip podatka

tabela_ocen
 
=
 
{
"Miha"
:
4
,
 
"Jure"
:
2
,
 
"Jaz"
:
5
,
 
"Nekdo"
:
1
,
 
"Maja"
:
4
,
 
"Nina"
:
3
}
 

# to je dict vsebuje key and value. Key so v tem primeru imena, vsako ima svojo oceno torej value. Torej tuple ima key=string in value=intiger podatke."""

# vse podatke lahko izpišemo s print funkcijo

print
(
znamke
)

print
(
vse
)

print
(
tabela_ocen
)

print
(
type
(
znamke
))

print
(
type
(
vse
))

print
(
type
(
tabela_ocen
))

# izpis konzole

#['Ferrari', 'BMW', 'Honda', 'Alfa']

#(0, 'Vito', 44, True, None, 'Živjo', 2.44)

#{'Miha':4, 'Jure':2, 'Jaz':5, 'Nekdo':1, 'Maja':4, 'Nina':3}

#<type 'list'>

#<type 'tuple'>

#<type 'dict'>

```

### Urejanje kolektivnih podatkovnih tipov
Časovna kompleksnost dodajanja elementov k listi je ublaženi {\displaystyle O(1)}. Če imamo list A z močjo {\displaystyle m(A)=8} in ji hočemo dodati 50 elementov, se zgodi naslednje: 
Prvih 8 elementov je potisnjenih v {\displaystyle O(1)}, 9. sproži relokacijo in odpre ostalim 8 dostop v {\displaystyle O(1)}. V 17. iteraciji se sproži relokacija 16 prejšnjih členov in 15 novih členov pride v {\displaystyle O(1)}. 33. ponovitev zanke sproži novo relokacijo 32 prejšnjih členov in v {\displaystyle O(1)} pride 17 novih. Po vseh relokacijah imamo časovno kompleksnost {\displaystyle O(1)}, v kateri je 56 kopij in 3 realokacije v {\displaystyle O(n)}, za {\displaystyle n=8,16,32}. Če upoštevamo, da je to geometrijska serija je to asimptotično enako {\displaystyle O(n)} za n = končna velikost seznama. To pomeni, da je celotna operacija potiskanja n predmetov na seznam {\displaystyle O(n)}. Če to amortiziramo na element, je {\displaystyle O(n)/n=O(1)}. Če je seznam dolg, pa se lahko časovna kompleksnost poveča tudi na {\displaystyle O(n^{2})}.
```
x
 
=
 
[
"A"
,
 
"B"
,
 
"C"
,
 
"D"
]

print
(
x
[
2
])

# konzola izpiše C saj se list začne šteti z 0

# da dodamo vrednost listu uporabimo metodo append

x
.
append
(
"E"
)
 
# to doda x listu na konec vrednost "E"

# da odstranimo vrednost listu uporabimo metodo pop

x
.
pop
(
1
)
 
# izbriše drugo vrednost na listu v tem primeru "B"

print
(
x
)

# konzola izpiše 

[
'A'
,
 
'C'
,
 
'D'
,
 
'E'
]

# če nevemo katero število pripada določeni vrednosti na listu uporabimo metodo count

št_a
 
=
 
x
.
count
(
"A"
)

print
(
št_a
)
 
# izpiše 0 saj je a na prvem mestu.

# Kolektivne podatkovne tipe je mogoče tudi gnezditi.

j
 
=
 
[

    
[
1
,
 
2
,
 
3
],

    
[
4
,
 
5
,
 
6
],

    
[
7
,
 
8
,
 
9
]

]

# Spremenljivka je list listov torej če uporabimo enonivojsko klicanje podatkov preko [] operatorja

print
(
j
[
0
])
 
# Izpiše [1, 2, 3]

# Do dostopamo do notranje vsebine recimo števila 5

print
(
j
[
1
][
1
])
 
# Izpiše 5

```

Za vsak kolektivni podatek obstaja vsaj 5 metod.

## Vnos
Vnos se izraža z 2 built-in keyword-oma input in raw_input. Če uporabimo raw_input potem se vsak naš vnos šteje kot niz, če pa uporabljamo input moramo pred njega vstaviti tip podatka katerega hočemo pridobiti na primer: int(input("Vnesi število: ")), za vnos števila. raw_input ni več v uporabi od Python verzije 3.6.x 
```
# primer raw_input keyworda

x
 
=
 
raw_input
(
"Vnesi svoje ime: "
)

print
(
"Pozdravljen "
 
+
 
x
 
+
 
"!"
)

print
(
"Dolžina tvojega imena je 
{}
"
.
format
(
len
(
x
)))
  
# len() keyword se uporablja pri ugotavljanju dolžine določene besede

# primer input keyworda

y
 
=
 
input
(
"Vnesi svoje ime: "
)
 
# Ekvivalent starejši raw_input

k
 
=
 
int
(
input
(
"Vnesi svojo starost: "
))

print
(
"Tvoje ime je "
 
+
 
y
)

print
(
"Star si 
{}
"
.
format
(
k
))
 
# intiger tipe vedno formatiramo saj se jih ne more konkatinirati s string, razen v primeru prevoda podatkovnega tipa.

```

## Pogojni stavki
Pogojni stavki se uporabljajo predvsem za zastavljanje pogojev skozi katere mora neka vrednost priti, da se nekaj izvaja. Izraža se jih s ključnimi besedami if, elif, else in match (dodan v verziji 3.10).
```
# primer if-elif-else stavka

barva
 
=
 
input
(
"Vnesi svojo najljubšo barvo: "
)

if
 
barva
 
==
 
"rdeča"
 
or
 
barva
 
==
 
"modra"
:

   
print
(
"Zelo lepo"
)

elif
 
barva
 
==
 
"zelena"
 
or
 
barva
 
==
 
"rumena"
:

   
print
(
"Lepo"
)

elif
 
barva
 
==
 
"črna"
 
or
 
barva
 
==
 
"bela"
 
or
 
barva
 
==
 
"roza"
:

   
print
(
"Ne najbolje"
)

elif
 
barva
 
==
 
"rjava"
 
or
 
barva
 
==
 
"oranžna"
 
or
 
barva
 
==
 
"lila"
:

   
print
(
"Slaba izbira"
)

else
:

   
print
(
"Ne poznam te barve"
)

# primer if-else stavka

s
 
=
 
int
(
input
(
"Prosim vnesi svojo starost: "
))

if
 
s
 
<
 
18
:

   
print
(
"Dostop ni dovoljen."
)

else
:

   
print
(
"Dobrodošli"
)

# matematični primer 

if
 
9
 
+
 
1
 
==
 
10
:

   
print
(
"Pravilno"
)

elif
 
9
 
+
 
1
 
!=
 
10
:

   
print
(
"Narobe"
)

```

```
# primer nested stavka

c
 
=
 
input
(
"Vnesi črko: "
)

k
 
=
 
int
(
input
(
"Vnesi številko: "
))

if
 
c
 
in
 
[
'A'
,
'B'
,
'C'
,
'D'
,
'E'
,
'F'
]:

   
if
 
k
 
>
 
50
:

      
print
(
"Uspešno"
)

   
elif
 
k
 
<=
 
40
:

      
print
(
"Skoraj uspešno"
)

   
else
:

      
print
(
"Ni uspešno"
)

elif
 
c
 
in
 
[
'K'
,
'L'
,
'M'
,
'N'
,
'O'
]:

   
print
(
"Bravo zmagal si"
)

elif
 
len
(
c
)
 
<
 
1
 
and
 
len
(
c
)
 
>
 
1
:

   
print
(
"Moraš vpisati samo eno črko"
)

else
:

   
print
(
"Napaka"
)

```

```
# primer walrus operatorja v if-u

if
 
c
 
:=
 
input
(
"Vnesi niz: "
):
 
# if se izvrsi samo v primeru če je bool(c) == True

   
if
 
c
.
startswith
(
"A"
):

      
print
(
f
"Vnesel/vnesla si niz, ki se začne z A: 
{
c
}
"
)

# to zgoraj je samo krajša oblika za naslednje

c
 
=
 
input
(
"Vnesi niz: "
)

if
 
c
 
and
 
c
.
startswith
(
"A"
):

    
print
(
f
"Vnesel/vnesla si niz, ki se začne z A: 
{
c
}
"
)

```

```
# primer match stavka

c
 
=
 
"Žaba"

def
 
zvok
():

    
match
 
c
:

       
case
 
"Žaba"
:
 
return
 
"Reganje"

       
case
 
"Pes"
:
 
return
 
"Lajanje"

       
default
:
 
return
 
"Neznano"

zvok
()
 
# vrne "Reganje"

```

## Zanke
Zanke so ukazi, s katerimi lahko večkrat izvedemo nek del kode. V Pythonu poznamo 2 tipa zank: for in while.
Zanka for ponovi nek del kode za vsakega člana nekega iterativnega podatkovnega tipa, s stavkom while pa izvajamo kodo, dokler nek pogoj velja.
```
# primer for zanke

pozdravi
 
=
 
[
'Živjo'
,
 
'Zdravo'
,
 
'Pozdravljeni'
]

for
 
x
 
in
 
pozdravi
:

    
print
(
x
)

# ali pa

for
 
i
,
 
x
 
in
 
enumerate
(
pozdravi
):

    
print
(
i
,
 
x
)
 

# Vrednost i in x sta razpakirana iz enumerate(pozdravi).

# izpis konzole 

Živjo

Zdravo

Pozdravljeni

0
,
 
Živjo

1
,
 
Zdravo

2
,
 
Pozdravljeni

# primer while zanke

p
 
=
 
"12345"

while
 
True
:

   
r
 
=
 
input
(
"Vnesi geslo: "
)

   
if
 
r
 
!=
 
p
:

      
print
(
"Napačno Geslo"
)

   
elif
 
r
 
==
 
p
:

      
print
(
"Dobrodošli"
)

# izpis konzole

Vnesi
 
geslo
:
 
54321

Napačno
 
Geslo

Vnesi
 
geslo
:
 
12345

Dobrodošli

```

## Moduli
Vsaka Python datoteka predstavlja natanko en modul. Modul lahko vpeljemo v drug modul s stavkom import oz. s stavkom from import. Vsi vnešeni konstrukti (paketi, moduli, funkcije, itd.) so lahko poimenovani drugače za modul v katerega vnašamo z besedo as.
pozdravi.py
```
def
 
reči_živjo
(
ime
):

    
print
(
f
"Živjo 
{
ime
}
"
)

```

glavni.py
```
import
 
pozdravi
 
as
 
p

x
 
=
 
"Anastazija"
,
 
"Špela"
,
 
"Marija"

for
 
w
 
in
 
x
:

    
p
.
reči_živjo
(
w
)

# izpis konzole

Živjo
 
Anastazija

Živjo
 
Špela

Živjo
 
Marija

```

Vsi stavki import vnašajo relativno na lokacijo trenutnega modula v datotečnem sistemu. Vnašamo lahko zato tudi npr. from ..A import b as c vnese modul A, ki se nahaja v starševskem direktoriju glede na trenutni modul v katerem smo to napisali.

## Paketi
Paket (angl. package) je skupek modulov v nekem direktoriju. Minimalni Python paket ustvarimo če imamo v nekem direktoriju datoteko __init__.py. V ta direktorij nato lahko dodajamo razne module. Pakete se lahko tako kot module vnaša z import stavkom. Ko vnesemo paket se avtomatično izvrši __init__.py.

## Funkcije
Funkcija je del kode, ki se izvede, ko jo kličemo. Z uporabo funkcij se izognemo večkratnemu ponavljanju iste kode, hkrati pa izboljšamo njeno berljivost.
V funkcijo lahko podamo vhodne podatke, imenovane parametri ali argumenti, s katerimi funkcija lahko operira. Pogosto nam funkcija tudi vrne podatke. Funkcije lahko gnezdimo. Funkcije lahko podajamo kot parametere, saj so konec koncev samo kazalci na različne lokacije pomnilnika ter tako z njimi formiramo sintaktični sladkor, funkcijske dekoratorje (poznamo namreč tudi razredne dekoratorje). Anonimne funkcije se imenujejo lambde. 
Definiramo jih z besedo def (izjema so neimenovane funkcije lambda), ki ji sledi ime, nato pa seznam arguentov in dvopičje. V naslednjih vrsticah napišemo vsebino funkcije, zamaknjeno za 1 odmik.
```
# primer gnezdene funkcije

def
 
a
():

    
def
 
b
():

       
print
(
42
)

    
b
()

    
print
(
88
)

a
()
 
//
 
izpise
:
 
42
 
in
 
v
 
novi
 
vrstici
 
88

b
()
 
//
 
napaka
:
 
ta
 
funkcija
 
je
 
definirana
 
v
 
resoluciji
 
a
()
-
ja
 
ne
 
v
 
globalni
 
resoluciji

# primer funkcije podane kot parameter

def
 
a
(
fn
):

    
print
(
"kličem fn()"
)

    
fn
()

def
 
b
():

    
print
(
"v b()"
)

a
(
b
)
 
# izpise "kličem fn()" nato pa še "v b()" v novi vrstici

# zgornje se lahko zapiše s funkcijskim dekoratorjem sledeče, vendar je bolj pogosto, da 

def
 
a
(
fn
):

    
def
 
wrapper
():

        
print
(
"kličem fn()"
)

        
fn
()

    
wrapper
()

@a

def
 
b
():

    
print
(
"v b()"
)

b
()
 
# izpiše "kličem fn()" nato "v b()" v novi vrstici

@a

def
 
c
():

    
print
(
"v c()"
)

c
()
 
# izpiše "kličem fn()" nato "v c()" v novi vrstici

```

```
def
 
seštej
(
x
,
 
y
):

    
print
(
"Rezultat = 
{}
"
.
format
(
x
 
+
 
y
))

seštej
(
2
,
 
4
)
 
# klic funkctije 

# izpis

6

# Funkcija Seštej je ubistvu tako miniaturna, da jo lahko zapišemo kot lambdo

seštej
 
=
 
lambda
 
x
,
 
y
:
 
x
 
+
 
y

print
(
seštej
(
2
,
 
4
))
 
# Izpiše 6

```

```
# primer funkcije brez parametrov

def
 
zahtevaj_vpis
():

    
uporabniško_ime
 
=
 
input
(
"Vnesi uporabniško ime: "
)

    
geslo
 
=
 
input
(
"Vnesi geslo: "
)

    
if
 
len
(
geslo
)
 
<
 
6
:

       
print
(
"Geslo more vsebovati več kot 6 znakov"
)

    
else
:

       
print
(
"Dobrodošel uporabnik 
{}
"
.
format
(
uporabniško_ime
))

# primer funkcije s poimenovanimi parametri

# če drugi argument ni podan, se upošteva y=1

def
 
inkrement
(
x
,
 
y
=
1
):

    
return
 
x
+
y

# primer funkcije s pozicijskimi parametri

def
 
odštej
(
a
,
 
b
):

    
return
 
a
-
b

število
 
=
 
3

rezultat
 
=
 
inkrement
(
3
)

print
(
"3 + 1 = "
 
+
 
str
(
rezultat
))

print
(
"5 - 7 = "
 
+
 
str
(
odštej
(
5
,
 
7
)))

# izpis konzole 

3
 
+
 
1
 
=
 
4

5
 
-
 
7
 
=
 
-
2

```

Funkcijo lahko pokličemo tudi v drugi funkciji saj so vse funkcije globalne. Z izjemo metod definiranih v UDR.
```
def
 
pozdravi
(
ime
):

    
print
(
"Živjo "
+
ime
)

def
 
vprašanje
():

    
i
 
=
 
raw_input
(
"Vnesi ime: "
)

    
pozdravi
(
i
)
     

vprašanje
()

# izpis konzole 

Vnesi
 
ime
:
 
Nekdo

Živjo
 
Nekdo

```

Podatkovni tip parametrov je lahko namignjen z ti. angl. type hinting-om vendar to *ne* zagotovi deklariranega tipa (oz. statičnega tipkanja) in je samo v pomoč IDE okoljem pri indeksiranju knjižnice.
```
def
 
odštej
(
a
:
int
,
 
b
:
int
):

    
print
(
"
{}
"
.
format
(
a
 
+
 
b
))

def
 
prepoznaj_tip
(
t
:(
list
,
 
dict
))

   
if
 
type
(
t
)
 
is
 
type
(
list
):

      
print
(
"Tip je list"
)

   
elif
 
type
(
t
)
 
is
 
type
(
dict
):

      
print
(
"Tip je dict"
)

   
else
:

      
print
(
"Tip ni prepoznan"
)

```

 Primeri Funkcij 
```
import
 
time

def
 
štej
(
od
,
 
do
,
 
zamik
=
0.5
):

    
while
 
od
 
<
 
do
:

          
od
 
=
 
od
 
+
 
1
 
# ali pa z uporabo hitrega operatorja od += 1

          
print
(
od
)

          
time
.
sleep
(
zamik
)
 
# ustavi izvajanje za zamik sekund

def
 
vnos
():

    
ime
 
=
 
input
(
"Vnesi ime: "
)

    
priimek
 
=
 
input
(
"Vnesi priimek: "
)

    
print
(
f
"Pozdravljen 
{
ime
}
 
{
priimek
}
"
)

# tukaj se uporablja ti. nested funkcije pri kateri je lahko funkcija v funkciji

def
 
kalkulator
():

    
def
 
seštej
(
x
,
 
y
):

        
return
 
x
 
+
 
y

    
def
 
odštej
(
x
,
 
y
):

        
return
 
x
 
-
 
y

    
def
 
množi
(
x
,
 
y
):

        
return
 
x
 
*
 
y

    
def
 
deli
(
x
,
 
y
):

        
return
 
x
 
/
 
y

    
def
 
potenciraj
(
x
,
 
y
):

        
return
 
x
 
**
 
y

    
def
 
moduliraj
(
x
,
 
y
):

        
return
 
x
 
%
 
y

    
    
print
(
"Izberi možnost"
)

    
print
(
"Seštevanje = 1"
)

    
print
(
"Odštevanje = 2"
)

    
print
(
"Množenje = 3"
)

    
print
(
"Deljenje = 4"
)

    
print
(
"Potenciranje = 5"
)

    
print
(
"Moduliranje = 6"
)

    
o
 
=
 
str
(
input
(
"Izbira: "
))

    
p
 
=
 
int
(
input
(
"Prvi: "
)

    
d
 
=
 
int
(
input
(
"Drugi: "
)

    
if
 
o
 
==
 
"1"
:

       
seštej
(
p
,
 
d
)

    
elif
 
o
 
==
 
"2"
:

       
odštej
(
p
,
 
d
)

    
elif
 
o
 
==
 
"3"
:

       
množi
(
p
,
 
d
)

    
elif
 
o
 
==
 
"4"
:

       
deli
(
p
,
 
d
)

    
elif
 
o
 
==
 
"5"
:

       
potenciraj
(
p
,
 
d
)

    
elif
 
o
 
==
 
"6"
:

       
moduliraj
(
p
,
 
d
)

    
else
:

       
print
(
"Neznana operacija."
)

kalkulator
()

# izpis konzole

Izberi
 
možnost

Seštevanje
 
=
 
1

Odštevanje
 
=
 
2

Množenje
 
=
 
3

Deljenje
 
=
 
4

Potenciranje
 
=
 
5

Moduliranje
 
=
 
6

Izbira
:
 
2
  
# jaz napisal 2

Prvi
:
 
10

Drugi
:
 
4

# izpis funkcije

6

```

## Konteksti
Konteksti so deli kode, v katerih se določene surovine inicializirajo in deinicializirajo avtomatično. Kontekste se definira z ti. contextlib standardno knjižnico. Najlažje je demonstrirati koncept na primeru branja iz datoteke.
```
# Primer brez branja datoteke konteksta

fp
 
=
 
open
(
"datoteka.txt"
,
 
"rt"
)

vsebina
 
=
 
fp
.
read
()

print
(
vsebina
)

fp
.
close
()

```

Medtem ko se z kontekstom lahko s pomočjo with ključne besede zapiše:
```
with
 
open
(
"datoteka.txt"
,
 
"rt"
)
 
as
 
fp
:

    
vsebina
 
=
 
fp
.
read
()

    
print
(
vsebina
)

# fp.close() ni potreben saj bo kontekstni upravljavec sam zaprl datoteko.

```

Kontekste je možno tudi gnezditi ali pa jih inicializirati več na istem nivoju.

## Dekoratorji
Funkcije ter razrede lahko dekoriramo z dekoratorjem tik nad definicijo funkcije oz. razreda z @ime_dekoratorja.

## Iteratorji
Vsak kolektivni podatkovni tip lahko spremenimo v iterator z vgrajeno funkcijo iter(). Ko dobimo iterator lahko nanj nato kličemo funkcijo next(), ki vrne nasledni element iz iteratorja. Primer:
```
ime
 
=
 
"Anastazija"

ime_iterator
 
=
 
iter
(
ime
)

assert
 
next
(
ime_iterator
)
 
==
 
"A"
 
# propade če prva črka ni A.

```

## Generatorji
Generatorji so funkcije, ki lahko začasno prekinejo delovanje nato pa nadaljujejo. Delovanje se prekine z rezervirano besedo yield. Poleg začasne prekinitve imajo generatorji še popolno prekinitev normalno z besedo return. Primer:
```
def
 
naravna_stevila
():

    
num
 
=
 
0

    
while
 
True
:

        
yield
 
num

        
num
 
+=
 
1

```

Vsak klic zgornje generatorske funkcije vrne število za 1 večje od prejšnjega.
Možno je konstruirati generator generatorjev itd. veliko uporabnih funkcij najdemo v standardni knjižnici itertools ter še bolj napredne funkcije v nestandardni knjižnici more_itertools.

## Razredi
Razredi lahko vsebujejo funkcije. Funkcije v razredu se imenujejo metode. Razrede se inicializira tako da dobimo novo instanco z __init__ predefinirano build-in funkcijo. Pod to globalno predifinicijo spadajo tudi __delattr__, __format__, __getattribute__, __hash__, __long__, __native__, __new__, __call__, __repr__, __nonzero__, __sizeof__, __setattr__, __unicode__, __str__ in drugi. Vsaka definicija od naštetih zgoraj ima svoj pomen.
```
# glavni razred

class
 
A
:

    
def
 
__init__
(
self
):
 
# klic konstruktorja

        
print
(
"Inicializeran razred A"
)

# podrazred

class
 
Z
(
A
):

    
def
 
__init__
(
self
):

        
super
(
Z
,
 
self
)
.
__init__
(
A
)
  
# klic superkonstruktorja

class
 
U
(
Z
,
 
A
):

    
def
 
__init__
(
self
,
 
m1
,
 
m2
):

        
super
(
Z
,
 
U
,
 
A
,
 
self
)
.
__init__
(
m1
,
 
m2
)
  
# klic superkonstruktorja s parametri

# primer nelogičnega oziroma nepravilnega razreda

class
 
B
:

    
def
 
__init__
(
self
):

        
pass

# novo definirane globalne spremenljivke v razedu B

B
.
ime
 
=
 
"Tone"

B
.
priimek
 
=
 
"Altgr"

r
 
=
 
B
.
ime
 
# objekte in njihove člane lahko shranjujemo v spremenljivke

print
(
r
)

        

# primer razreda za osebe

class
 
Oseba
:

    
def
 
__init__
(
self
,
 
ime
:
str
,
 
priimek
:
str
,
 
starost
:
int
,
 
email
:
str
):

        
self
.
ime
 
=
 
ime
 
# če damo pred objek parameter self lahko dostopamo do njegovih atributov

        
self
.
priimek
 
=
 
priimek

        
self
.
starost
 
=
 
starost

        
self
.
email
 
=
 
email

        
podatki
 
=
 
[[],
 
[]]
 
# multidimenzionali list

        
podatki
[
0
]
.
append
(
ime
)

        
podatki
[
0
]
.
append
(
priimek
)

        
podatki
[
1
]
.
append
(
starost
)

        
podatki
[
1
]
.
append
(
email
)

    
def
 
zahtevaj_podatke
(
self
):
 
# funkcija za klic izpisa podatkov na formatni način

        
print
(
"Ime: 
{}
"
.
format
(
self
.
ime
))

        
print
(
"Priimek: 
{}
"
.
format
(
self
.
priimek
))

        
print
(
"Starost: 
{}
"
.
format
(
self
.
starost
))

        
print
(
"Email: 
{}
"
.
format
(
self
.
email
)

    
def
 
zahtevaj_dimenzije
(
self
):

        
print
(
podatki
)

Jaz
 
=
 
Oseba
(
"Null"
,
 
"PError"
,
 
15
,
 
"abc.PError@unknown.abc"
)
 

# Jaz postane Object Oseba z določenimi člani npr. ime. ter metodami za interpretacijo objekta ali postaktivnost tega objekta oziroma njegovih članov.

Jaz
.
zahtevaj_podatke
()

# izpis konzole 

Ime
:
 
Null

Priimek
:
 
PError

Starost
:
 
15

Email
:
 
abc
.
PError
@unknow
.
abc

# ali 

print
(
Jaz
.
ime
)
 
# . pomeni član nekega kolektiva v razredu.

print
(
Jaz
.
priimek
)

print
(
Jaz
.
starost
)

print
(
Jaz
.
email
)

```

### Referenčna izvedba
CPython je referenčna izvedba Pythona. Napisano je v jeziku C, ki ustreza standardu C89 z več izbranimi funkcijami C99 (s poznejšimi različicami C se šteje za zastarele; CPython vključuje lastne razširitve C, vendar razširitve drugih proizvajalcev niso omejene na starejše različice C, lahko jih npr. Implementiramo s C11 ali C++). Program Python prevede v vmesno bajtno kodo, ki jo nato izvede navidezni stroj.
CPython je razdeljen z veliko standardno knjižnico, napisano v mešanici C in domačega Pythona. Na voljo je za številne platforme, vključno z operacijskim sistemom Windows (začenši s Python 3.9, namestitveni program Python se namenoma ne namesti v operacijski sistem Windows 7 in 8; Windows XP je bil podprt do Python 3.5) in v večini sodobnih sistemov, podobnih Unixu, vključno z macOS (in Apple M1 Mac, od Pythona 3.9.1, z eksperimentalnim namestitvenim programom) in neuradno podporo za npr VMS. Prenosljivost platforme je bila ena njegovih prvih prioritet, v časovnem okviru Python 1 in 2 sta bila podprta celo OS/2 in Solaris; podpora je od takrat opuščena za številne platforme.

## Generatorji dokumentacije API
Orodja, ki lahko ustvarijo dokumentacijo za Python API, so med drugim pydoc (na voljo kot del standardne knjižnice), Sphinx, Pdoc in njegove vilice, Doxygen in Graphviz.